# Plecoglossus altivelis chinensis
Plecoglossus altivelis chinensis is een ondersoort van de straalvinnige vissen uit de familie van de Plecoglossidae. De wetenschappelijke naam van de soort is voor het eerst geldig gepubliceerd in 2005 door Wu & Shan.